# Passione maledetta
| Recensione          | Giudizio |
| ------------------- | -------- |
| All Music Italia    |          |
| Cultura e Culture   | positivo |
| Il Fatto Quotidiano | negativo |
| FullSong.it         |          |

Passione maledetta è il sesto album in studio del gruppo musicale italiano Modà, pubblicato dalla Ultrasuoni il 27 novembre 2015.

## Il disco
Inizialmente atteso per il 2016, è stato anticipato dal singolo E non c'è mai una fine il 3 novembre 2015. Il titolo Passione maledetta era già stato annunciato da aprile dello stesso anno.

Parlando dell'album, il frontman Kekko Silvestre ha detto: 
In un'intervista, lo stesso Silvestre dichiara di esser riuscito a realizzare un disco migliore del loro terzo album Sala d'attesa, sino ad allora il suo preferito, ma di «non aspettarvi un disco impegnato; se invece vi aspettate i Modà, è un bel disco».

### Riedizione
Il 9 novembre 2016 è stata annunciata una riedizione dell'album, denominata Passione maledetta 2.0 e comprensiva di un secondo disco di inediti, tra cui il singolo di lancio Piove ormai da tre giorni, e due DVD con il concerto tenuto dal gruppo allo Stadio Giuseppe Meazza di Milano.

## Tracce
Testi e musiche di Kekko Silvestre, eccetto dove indicato.
1. Ti passerà – 4:07
2. È solo colpa mia – 3:51
3. E non c'è mai una fine – 3:56
4. Francesco – 3:56 (archi: Silvestre, Calvetti)
5. California – 3:53
6. Passione maledetta – 3:30
7. Forse non lo sai – 3:43
8. Doveva andar così – 3:57 (archi: Silvestre, Calvetti)
9. Che tu ci sia sempre – 4:05
10. Stella cadente – 3:40

### Passione maledetta 2.0
CD bonus
1. Piove ormai da tre giorni – 3:46
2. L'ultima mano – 3:37
3. Sono fortunato – 3:20
4. Mentre piove neve – 4:14
5. Odiami – 3:17
6. Dimmi che sei felice – 3:59
7. Non andartene – 3:50
8. Lontano da tutto – 3:32
9. Mamma dice sempre – 2:47
10. Vado via da te – 2:52

DVD 1
1. San Siro 2016

DVD 2 – Contributi speciali
1. La strada verso San Siro
2. Intro stadi 2016
3. Backstage intro stadi 2016

## Formazione
Gruppo
- Kekko Silvestre – voce
- Enrico Zapparoli – chitarra acustica ed elettrica
- Diego Arrigoni – chitarra elettrica
- Stefano Forcella – basso
- Claudio Dirani – batteria

Altri musicisti
- Diego Calvetti – pianoforte, Fender Rhodes e organo Hammond
- Lapo Consortini – mandolino in California
- Michele Monestiroli – armonica in Doveva andar così
- Angela Tomei – violino, coordinamento archi
- Angela Savi, Maria Costanza Costantino, Claudia Rizzitelli, Roberta Malavolti, Natalia Kuleshova, Teona Kazivishli, Maria Landolfa – violino
- Sabrina Giuliani, Valentina Rebaudengo, Luna Michele – viola
- Antonella Costantino, Laura Gorkoff, Diana Muenter – violoncello

Produzione
- Diego Calvetti – produzione, programmazione, direzione orchestrale, arrangiamenti orchestrali, ingegneria del suono
- Kekko Silvestre – produzione, preproduzione, programmazione, arrangiamenti; ingegneria del suono in Francesco e California
- Lorenzo Suraci – produzione esecutiva
- Marco Barusso – missaggio, ingegneria del suono
- Dario Valentini – assistenza al missaggio
- Andrea Benassi, Lapo Consortini – ingegneria del suono
- Davide Rossi – arrangiamenti orchestrali, ingegneria del suono
- Francesco Baldi – assistenza all'ingegneria del suono
- Marco D'Agostino – mastering

## Classifiche
| Classifica (2015) | Posizione massima |
| ----------------- | ----------------- |
| Belgio (Vallonia) | 149               |
| Italia            | 1                 |
| Svizzera          | 12                |

### Classifiche di fine anno
| Classifica (2015) | Posizione |
| ----------------- | --------- |
| Italia            | 9         |
| Classifica (2016) | Posizione |
| Italia            | 7         |